# Régiment de Navarre
Le régiment de Navarre est un régiment d'infanterie du royaume de France, créé en 1558 sous le nom de régiment des Gardes du Roi de Navarre, est l'une des plus anciennes unités militaires, l'un des cinq Vieux devenu 5e régiment d'infanterie de ligne lors de la réorganisation des corps d'infanterie français de 1791.

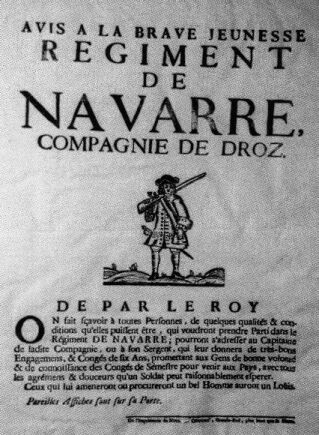
Affiche de recrutement du XVIIIe siècle.

## Création et différentes dénominations
- 1558 : création du régiment des Gardes du Roi de Navarre à partir des bandes de Guyenne
- 22 mars 1594 : renommé régiment de Navarre, au nom de cette province
- 25 mars 1776 : dédoublé, ses 2e et 4e bataillons formant le régiment d'Armagnac
- 1er janvier 1791 : renommé 5e régiment d'infanterie de ligne

## Historique

### Colonels et mestres de camp
- 1569 : N. Normand
- 1573 : N. de Pauliac
- mars 1576 : Jean de Beaumanoir, marquis de Lavardin, maréchal de camp le 20 juin 1686, maréchal de France le 19 octobre 1595, † 13 novembre 1614
- 1588 : Bertrand, marquis de Vignoles-La Hire
- 2 août 1589 : François de Valirault
- 22 mars 1594 : Pierre d’Escodeca, baron de Boesse de Pardaillan
- janvier 1617 : Antoine Pons de Lauzières, marquis de Thémines
- septembre 1621 : Henri de Buade-Palluau, comte de Frontenac
- juillet 1622 : Henri de Neufville-Villeroy, comte de Bury
- 1er mars 1628 : charles de Saulx-Tavannes[1]
- avril 1630 : Charles de Rouvroy, marquis de Saint-Simon
- 1635 : Louis de Bretagne de Vertus, baron d’Avaugour
- 1639 : Louis Poussart du Vigan, marquis de Fors
- juillet 1640 : François de Paule de Clermont-Saint-Georges, marquis de Monglat
- 22 mars 1643 : Charles de Lauzières, marquis de Thémines, maréchal de camp le 1er mai 1646, † 13 août 1646
- 27 février 1645 : Jean, comte d’Estrées, maréchal de France en 1681
- 20 juin 1651 : Barthélémy de Quélen, vicomte du Broutay, maréchal de camp le 16 janvier 1652, † 13 juillet 1667
- mars 1666 : Henri Charles de Beaumanoir, marquis de Lavardin
- janvier 1670 : Charles Sébastien de Maillé, marquis de Kerman
- 19 mars 1673 : Charles Amanjeu, marquis d'Albret[Note 1]
- 17 février 1677 : René François, marquis de La Vieuville
- 7 mai 1680 : Charles, chevalier de Souvré, brigadier en février 1677, † 1er septembre 1683
- 4 septembre 1683 : François de La Rochefoucauld VIII, comte de Duretal puis duc de la Rocheguyon puis duc de La Rochefoucauld, brigadier d’infanterie le 9 janvier 1691, maréchal de camp le 3 janvier 1696,† 22 avril 1728
- 14 novembre 1696 : François Edouard Colbert, marquis de Maulevrier, brigadier le 26 octobre 1704, † 2 avril 1706
- 4 avril 1706 : Gilbert de Chabannes, marquis de Pionsac, brigadier le 19 septembre 1704, † 20 avril 1720
- 16 février 1709 : Jean, chevalier puis marquis de Gassion, brigadier le 29 mars 1710, maréchal de camp le 1er février 1719, lieutenant général des armées du roi le 1er août 1734, † 20 mai 1746
- 6 mars 1719 : Louis Antoine de La Roche-Fontenilles, marquis de Rambures, brigadier le 1er août 1734, maréchal de camp le 1er janvier 1740, † juin 1755
- 21 février 1740 : Jean-Baptiste Victor de Rochechouart, comte de Mortemart, brigadier le 20 février 1743
- 15 janvier 1745 : Étienne François de Choiseul de Stainville, marquis de Stainville puis duc de Choiseul, brigadier le 4 août 1746, déclaré maréchal de camp en décembre 1748 par brevet du 10 mai, lieutenant général des armées du roi le 17 décembre 1759
- 1er février 1749 : Charles Joseph Marie, comte puis duc de Boufflers, brigadier le 10 mai 1748, † 14 septembre 1751
- 11 novembre 1751 : Marie Gabriel Florent Christophe, comte de Choiseul-Beaupré
- 22 septembre 1753 : Louis Marie Florent, comte du Châtelet, brigadier le 9 août 1757, maréchal de camp le 20 février 1761
- 20 février 1761 : Adrien Louis de Souastre, comte de Guînes
- 26 décembre 1768 : Emmery Louis Roger, comte de Rochechouart
- 1er janvier 1784 : Charles Louis de Barfort, chevalier de Jerningham
- 20 mai 1784 : Victurnin Bonaventure Victor de Rochechouart, marquis de Mortemart
- 25 juillet 1791 : François Charles Labbé de Vouillères
- 26 octobre 1792 : Louis Charles Guénaud

### Autres officiers
- En 1734, les officiers suivants servent dans ce régiment : le lieutenant-colonel de Louboy, brigadier, le major de Joffaud[2].
- En 1738, les officiers suivants servent dans ce régiment : le lieutenant-colonel de Brecourt, le major de Cambron, les aides-majors de Croeser, de Raincé, de Louboey et de Beauval[3].
- En 1741, les officiers suivants servent dans ce régiment : le lieutenant-colonel de Brecourt, le major de Cambron, les aides-majors de Croeser, de Raincé, de Louboey et de Beauval[4].

### Composition du régiment
Au début de 1692, le régiment d'Auvergne fournit six compagnies qui forment le noyau du 3e bataillon du régiment de Navarre.
Par l'Ordonnance du 1er novembre 1733 revue par l'Ordonnance du 10 février 1734, la composition du régiment est la suivante :
- un colonel, un lieutenant colonel, un major, quatre aides-major, 66 capitaines, 68 lieutenants, 66 lieutenants en second
- quatre bataillons à 17 compagnies et à 685 soldats, soient 2 740 hommes dans le régiment, compris 126 sergents et 68 tambours, avec 12 drapeaux à 3 par bataillon et une prévôté.

En 1738 à la suite de l'Ordonnance du Roi du 8 janvier 1737 :
- un colonel, un lieutenant-colonel, un major, quatre aides-majors, 66 capitaines (dont 3 commandants de bataillon et 4 capitaines de grenadiers), 68 lieutenants (dont 4 lieutenants de grenadiers, 4 sous-lieutenants de grenadiers), 12 lieutenants en second et de 2 enseignes, soient 159 officiers.
- quatre bataillons de 510 soldats, soient 2 040 soldats.

D'après une ordonnance de 1746, le régiment de Navarre est porté à 5 bataillons
D'après l'ordonnance du 20 décembre 1748, le régiment de Navarre est réduit à 4 bataillons : « les sergents et fusiliers des 16 compagnies à réformer seront distribués et incorporés dans les 64 compagnies de fusiliers qui seront conservées par l'ancienneté des capitaines qui les commandent, après avoir completé la compagnie de grenadiers du cinquième bataillon ».
- quatre bataillons de fusiliers à 16 compagnies de 40 hommes par compagnie

### Campagnes et batailles

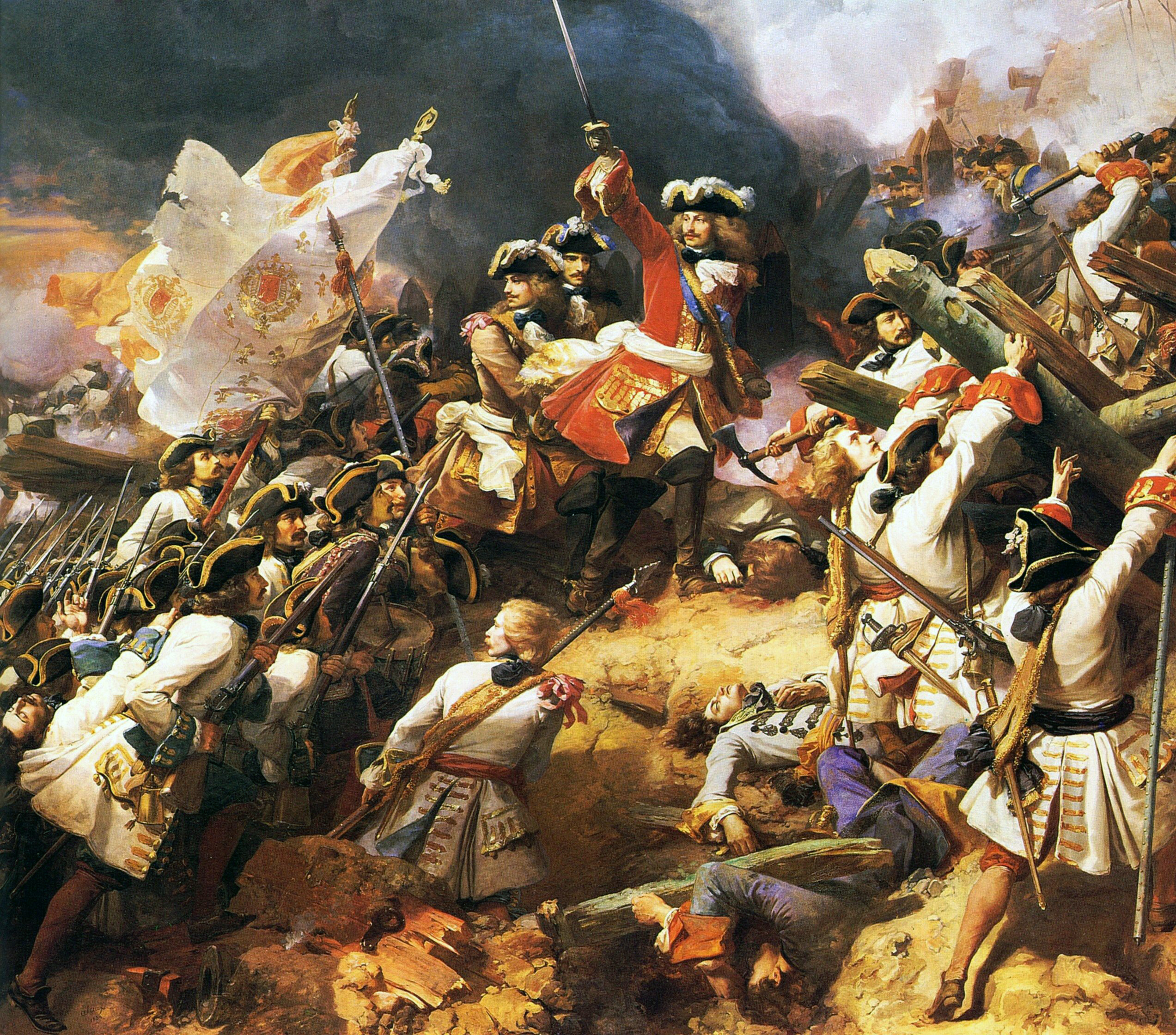
Derrière le duc de Villars, commandant de l'armée française à la bataille de Denain (1712), flottent deux drapeaux du régiment de Navarre.

#### Guerres de religion
- 1562 : bataille de Dreux.
- 1570 : bataille d'Arnay-le-Duc.
- 1571-1572 : le régiment passe au service de la Hollande - Siège de Mons.
- 1573 : Siège de La Rochelle.
- 1580 : siège de Cahors.
- 1588 : combat des Herbiers.
- 1589 : bataille d'Arques.
- Le 2 août 1589, il reçoit l'incorporation du régiment de Valirault
- 1590 : bataille d'Ivry.
- 1591 : siège de Chartres.
- 1595 : Bataille de Fontaine-Française.

#### Guerre contre l'Espagne et la Ligue
- 1594 : siège de Laon.
- 22 mars 1594 : Le Régiment de Pardaillan (1592-1594) est incorporé dans le régiment de Navarre
- 1597 : siège d'Amiens.
- 1600 : Campagne de Savoie.
- 1601 : prise de Bourg-en-Bresse

#### Guerres civiles et étrangères
- 1620 : prise de Vendôme, Bataille des Ponts-de-Cé
- 1621-1622 : Rébellions huguenotes
  - sièges de Saint-Jean-d'Angély, Néré, Clérac, Montauban, Monheurt, l'Île de Ré, Royan, Saint-Antonin, Montpellier.
- 1627 : Siège de La Rochelle.
- 1629 : guerre de Succession de Mantoue, combats du pas de Suse.
- 1630 : campagne du Piémont.
- 1632 : combat du pont de Cabouzas, vers Carcassonne.

#### Guerre de Trente Ans
- 1635 : prise de Spire.
- 1638 : siège de Saint-Omer.
- 1639 : Affecté à l'armée du marquis de Feuquières il suivit la fortune du régiment de Grancey au siège et à la bataille de Thionville et fut, comme lui entièrement défait.
- 1640 : siège d'Arras.
- 1641 : siège d'Aire-sur-la-Lys.
- 1643 : siège du fort de Watten.
- 1639 : défense d'Armentières.

#### Guerre d'EspagneetFronde
- 1649 : Bataille de Charenton dans les rangs de l'armée de Condé
- 1650 : bataille de Rethel
- 1651 : siège de Chasté
- 1652 : campagne du Piémont : batailles de La Roquette, Castella, et prise de Mortare.
- 1654 : Le combat du 10 octobre, sur les bords de la Bormida, seul événement remarquable de la campagne de 1654 en Italie, est un fait d'armes particulier aux régiments de Navarre et de Grancey. Ces deux corps y taillèrent en pièces deux régiments espagnols.
- 1656 : siège de Valence (Italie).
- 1663 : expédition d'Afrique : Prise de Djidjelli et combat du Castellar.

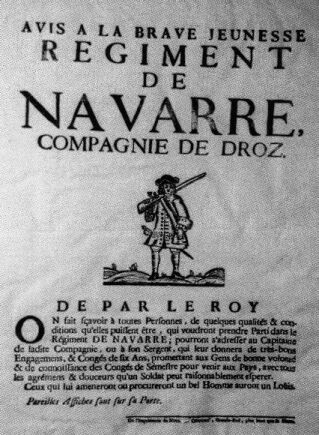
Une affiche de recrutement pour le régiment de Navarre au XVIIIe siècle.

#### Guerre de Hollande
- 1672 : siège et prise de Wesel, prise d'Arnhem, des forts de Nimègue et prise d'Utrecht.
- 1674 : batailles de Seneffe et d'Ensheim.
- 1675 : batailles de Mulhausen et de Turckheim.
- 1676 : défense de Philipsbourg.
- 1677 : prise de Valenciennes, siège de Saint-Omer..
- 1678 : sièges de Gand et d'Ypres.
- 1684 : siège de Luxembourg.

#### Guerre de la Ligue d'Augsbourg
- 1689 : bataille de Fleurus.
- 1692 : bataille de Steinkerque.
- 1693 : bataille de Neerwinden et siège de Charleroi.
- 1692 : défense de la forteresse d'Embrun, au nord de Barcelonnette.

#### Guerre de Succession d'Espagne
- Entre 1701 et 1703 : prise de Kehl, Brisach et Landau.
- 1703 : Guerre de Succession d'Espagne, 15 novembre 1703 : bataille de Speyerbach.
- 1704 : 2e bataille d'Hochstedt.
- 1709 : bataille de Malplaquet.
- 1712 : bataille de Denain. Sièges de Quesnoy et de Landau.
- 1713 : siège de Landau

#### Guerre de Succession de Pologne
- 1719 : sièges de Fontarabie, Saint-Sébastien et Urgell.
- 1733 : siège de Kehl et Philipsbourg.
- 1740 : stationné à Givet.

#### Guerre de Succession d'Autriche
- 1742 : bataille de Sahay.
- 1743 : bataille de Dettingen.
- 1744 : batailles d'Augenheim et de Suffelsheim.
- 1745 : siège de Tournai.
- 1746 : sièges de Mons, Namur et Charleroi.

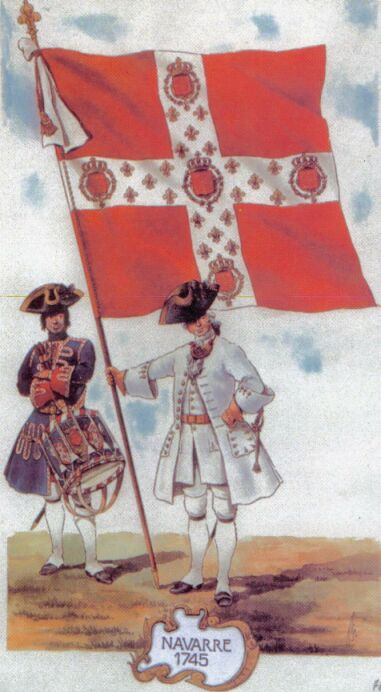
Tambour et porte-enseigne du régiment de Navarre en 1745.

- 1746 : bataille de Raucoux.
- 1748 : bataille de Maëstricht.

#### Guerre de Sept Ans
- 1756 : sur les côtes de Bretagne.
- 1757 : bataille de Hastenbeck.
- 1758 : sur le Rhin.
- 1759 : à Minden.
- 1760: Bataille de Corbach
- 1761 : en garnison à Verdun.

Lors de la réorganisation des corps d'infanterie français de 1762, le régiment conserve ses quatre bataillons.
L'ordonnance arrête également l'habillement et l'équipement du régiment comme suit :

Habit, veste, parements, revers et collet de drap blanc piqué de bleu, culotte de tricot de même couleur; poches carrées en écusson garnies de neuf boutons, dont quatre de chaque côté et un à la pointe de l'écusson, cinq sur la manche et un en dedans du parement, cinq au revers et quatre au-dessous : boutons jaunes, forme plate, avec le no 3. Chapeau bordé d'or.

#### SousLouis XVI
- Entre 1767 et 1787 : le régiment change 20 fois de garnison entre les villes de Cambrai (4 fois), Rouen (4), Metz (2) et Caen, Valognes, Douai, Toulon, Corse, Besançon, Rennes, Saint-Brieuc, Le Havre et Dieppe. (1)

Lors de la réorganisation des corps d'infanterie français du 26 avril 1775 Navarre conserve ses 4 bataillons.

### Quartiers
- Givet et Fort de Charlemont[4].
- 1731 : Marsal

## Équipement

### Drapeaux
12 drapeaux à 3 par bataillon.

Drapeaux
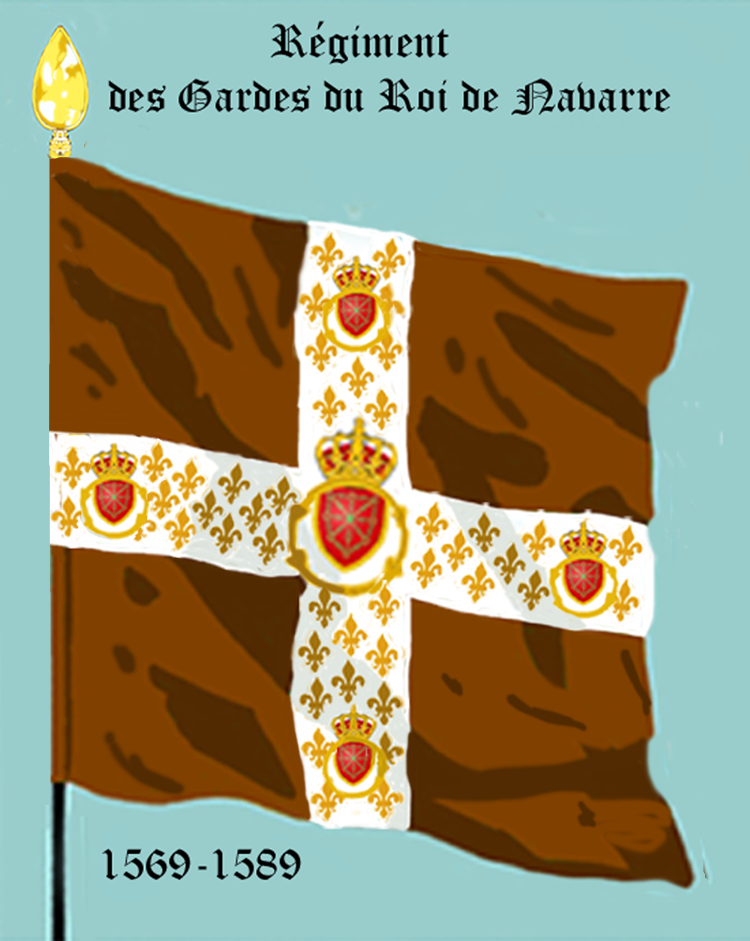
régiment des gardes du roi de Navarre de 1569 à 1589
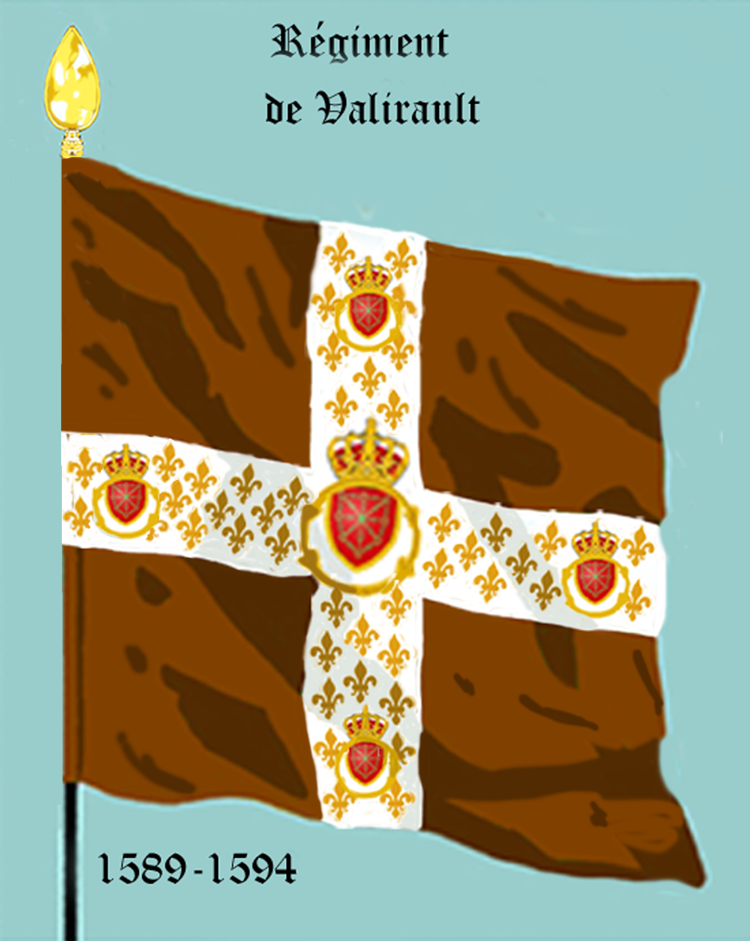
régiment de Valirault de 1589 à 1594
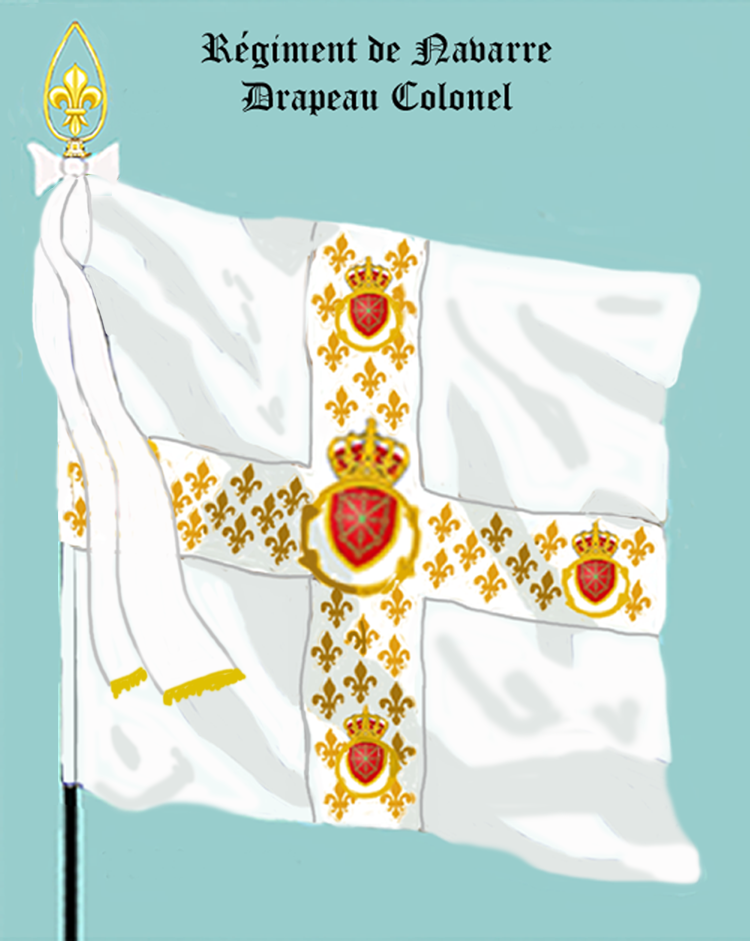
régiment de Navarre de 1594 à 1791, drapeau Colonel
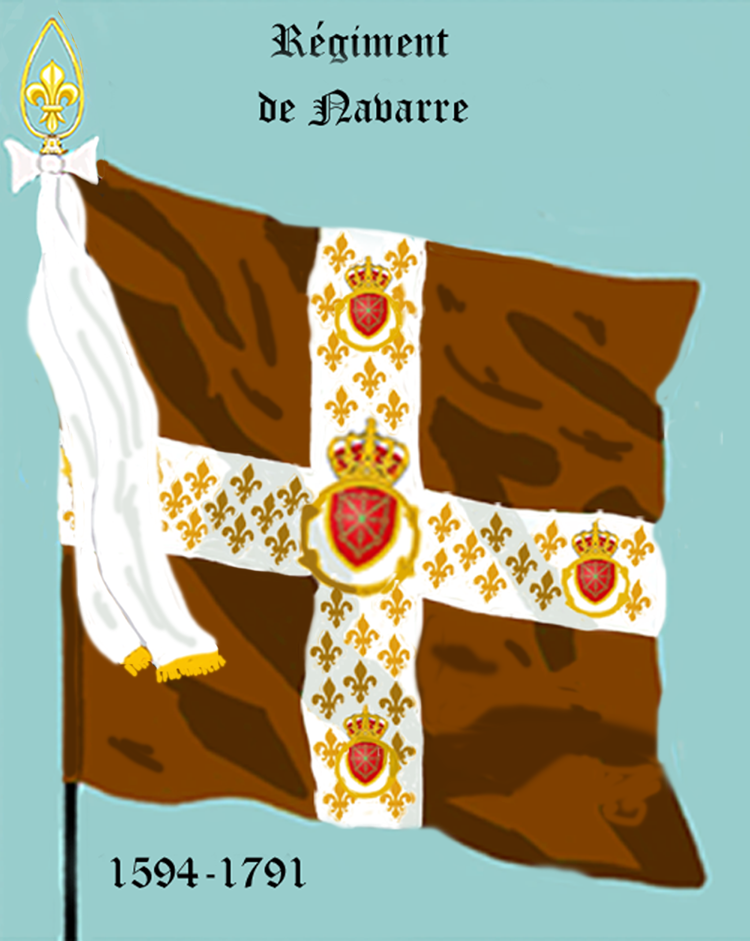
régiment de Navarre de 1594 à 1791

### Habillement
- Habit et parements blancs[6].

Uniformes
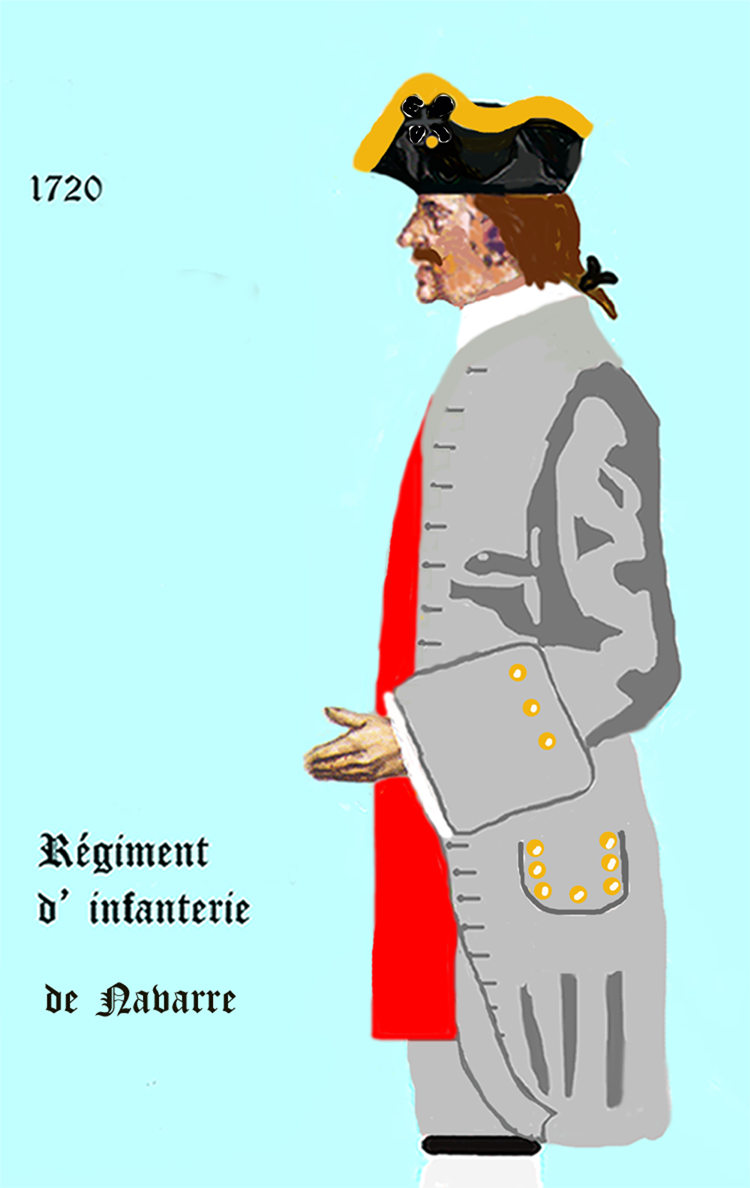
régiment de Navarre de 1720 à 1734
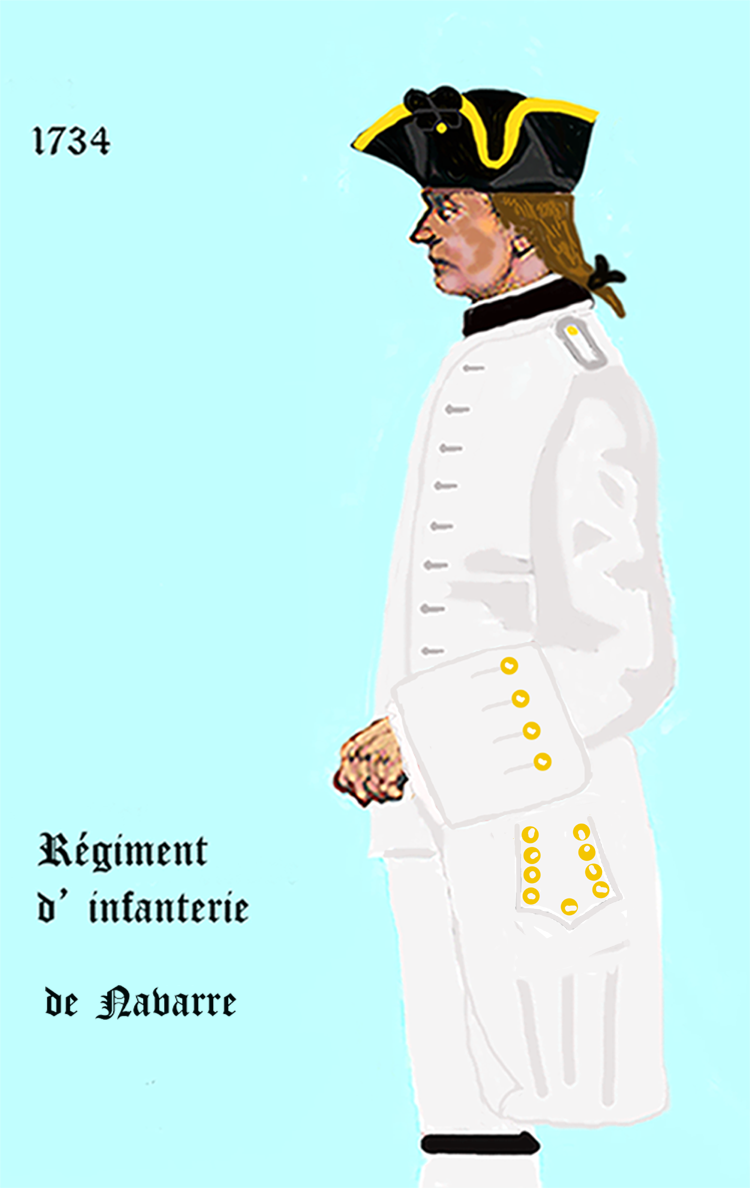
régiment de Navarre de 1734 à 1757
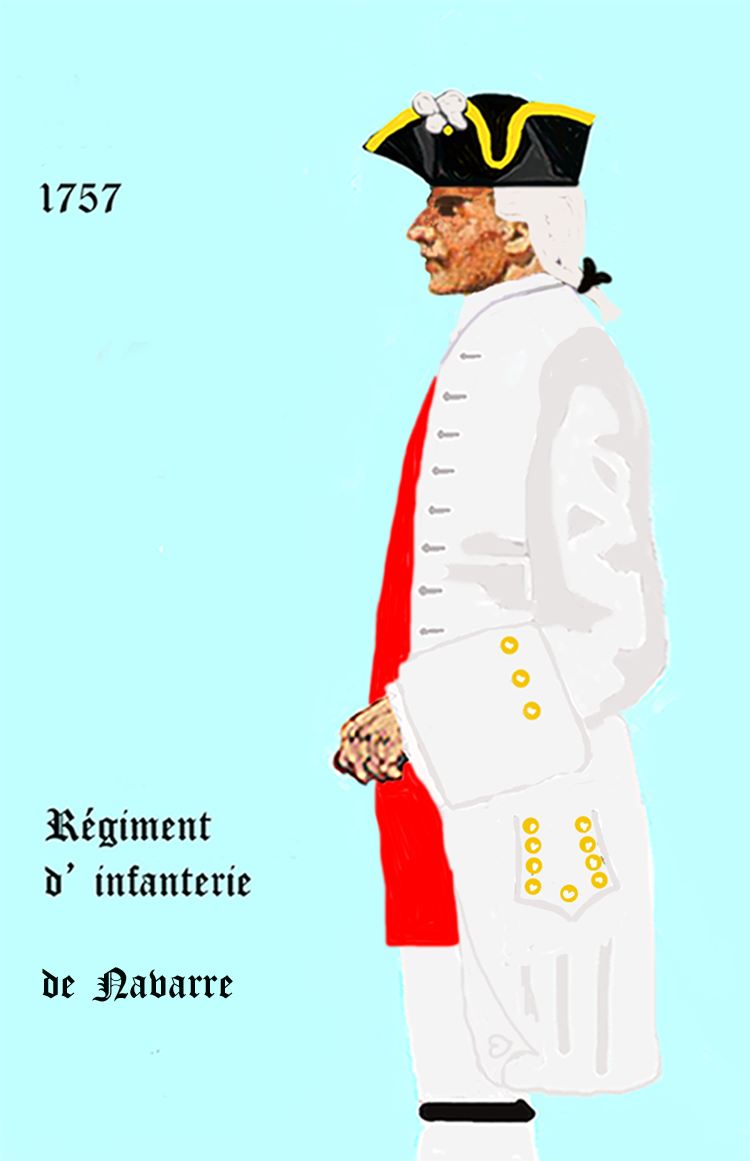
régiment de Navarre de 1757 à 1762
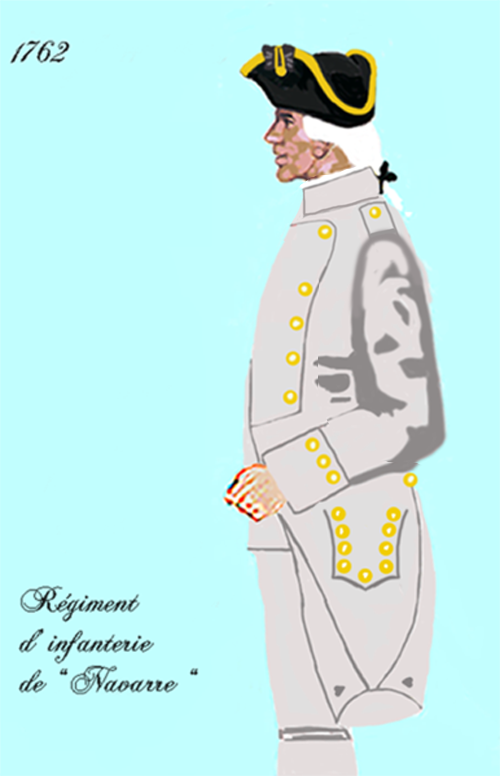
régiment de Navarre de 1762 à 1767
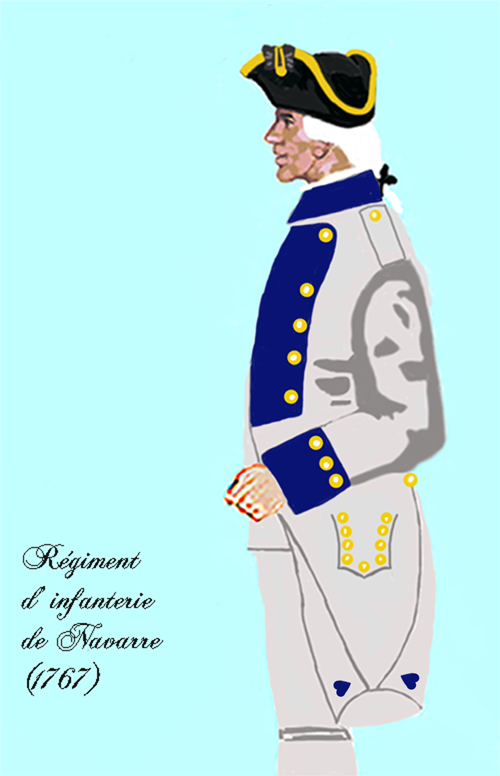
régiment de Navarre de 1767 à 1776
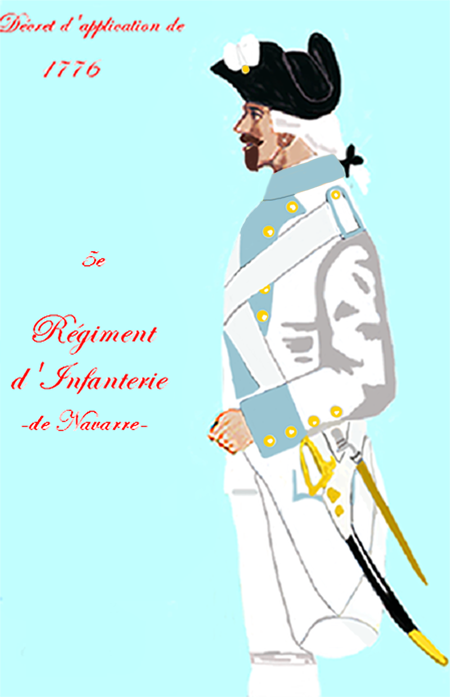
régiment de Navarre de 1776 à 1779
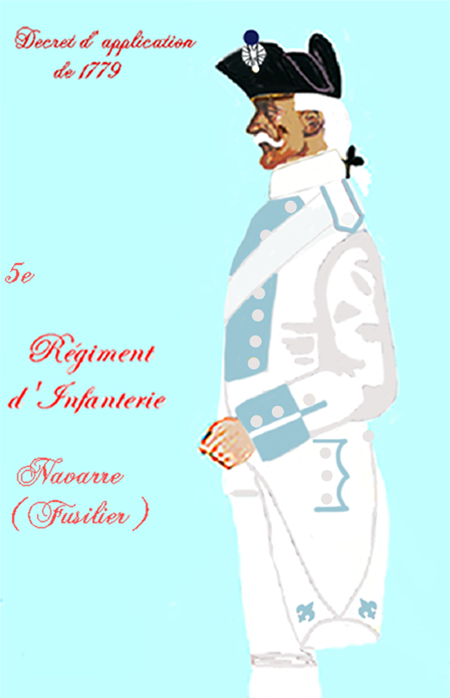
régiment de Navarre de 1779 à 1791
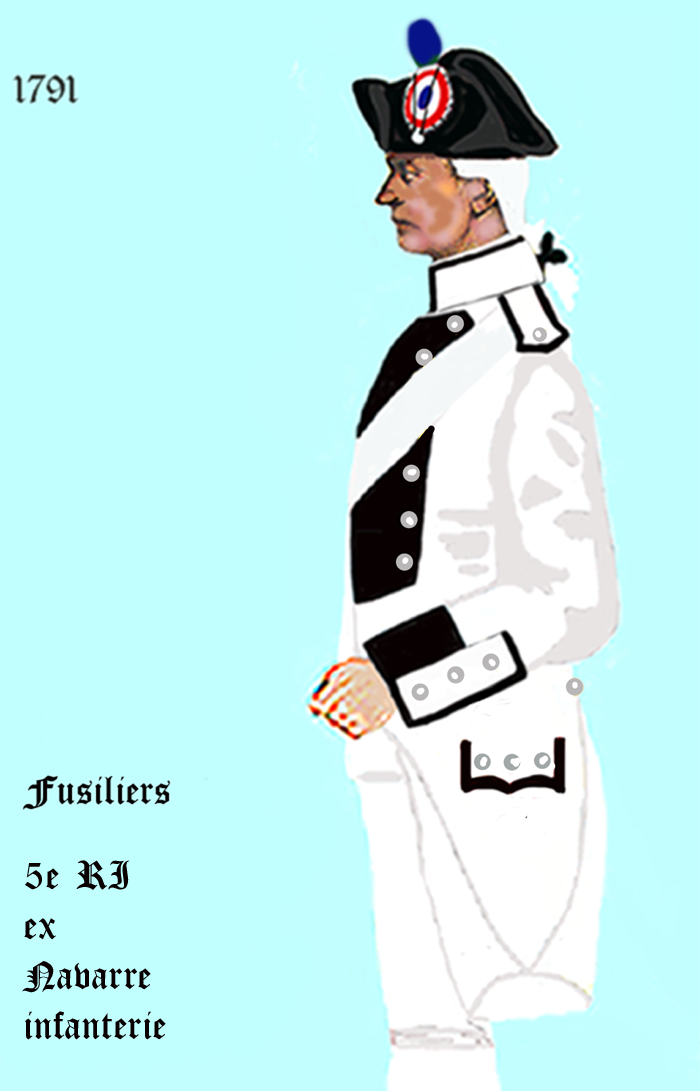
5e régiment d’infanterie de ligne de 1791 à 1793

## Personnalités ayant servi au régiment
- Agrippa d'Aubigné (1552-1630)
- Claude-Étienne Baratte (1734-1796), soldat puis officier, sert au régiment jusqu'en 1776.
- Le chevalier Pierre Terrail de Bayard (son heaume orne l'insigne régimentaire depuis 1963)
- Louis de Belzunce dit le Chevalier de Belzunce
- Louis Augustin Laurent Berthault, alors soldat, qui deviendra chef de bataillon du 3e bataillon de volontaires de Paris puis lieutenant-colonel du 6e régiment d'infanterie.
- François-René de Chateaubriand (1768-1848)
- Étienne-François de Choiseul (1719-1795) : ministre des Affaires étrangères puis ministre de la Marine
- Jean II d'Estrées (1624-1707)
- François Antoine Fleury
- Lavardin (1551-1614)
- Pons de Lauzières-Thémines (1553-1627)
- Charles Aymé de Royrand, un des chefs de l'insurrection vendéenne de 1793.
- Sully (1559-1641)
- Vivant-François de Vaublanc (es) (1725-1798)

### Jean-Baptiste Victor de Rochechouart de Mortemart
Fils de Jean-Baptiste de Rochechouart de Mortemart et de Marie Madeleine Colbert de Blainville, Jean Baptiste Victor de Rochechouart, comte puis duc de Mortemart naît le 30 octobre 1712 à Paris paroisse Saint-Sulpice.

D'abord connu sous le nom de marquis de Blainville, il entre aux mousquetaires en 1729 et obtient une compagnie au régiment de Saint-Simon cavalerie le 15 avril 1730 et sert avec ce régiment au siège de Kelh en 1733.

Il prend le titre de comte de Mortemart et obtient le régiment de Dauphiné par commission du 10 mars 1734 puis le commandement de l'armée du Rhin en 1735.

Il devient colonel du régiment de Navarre par commission du 21 février 1740 et le commande à la prise de Prague en 1741, à la bataille de Sahay et à la défense de Prague en 1742.

Il devient brigadier par brevet du 20 février 1743 et est employé à l'armée du Rhin par lettres du 1er avril suivant. Il commande alors la brigade de Navarre à la bataille de Dettingen en 1743, puis aux sièges de Menin, d'Ypres, de Furnes et de Fribourg en 1744.

Il quitte son service et son régiment en janvier 1745

Il meurt le 31 juillet 1771 à Paris paroisse Saint-Sulpice.